# 천예주
천예주(1999년 12월 3일~)는 대한민국의 배우이다. 

## 출연 작품

### 드라마
- 2024년 ~ 2025년 MBC 저녁 일일연속극 《친절한 선주씨》 ... 피미주 역